# Villa Médici

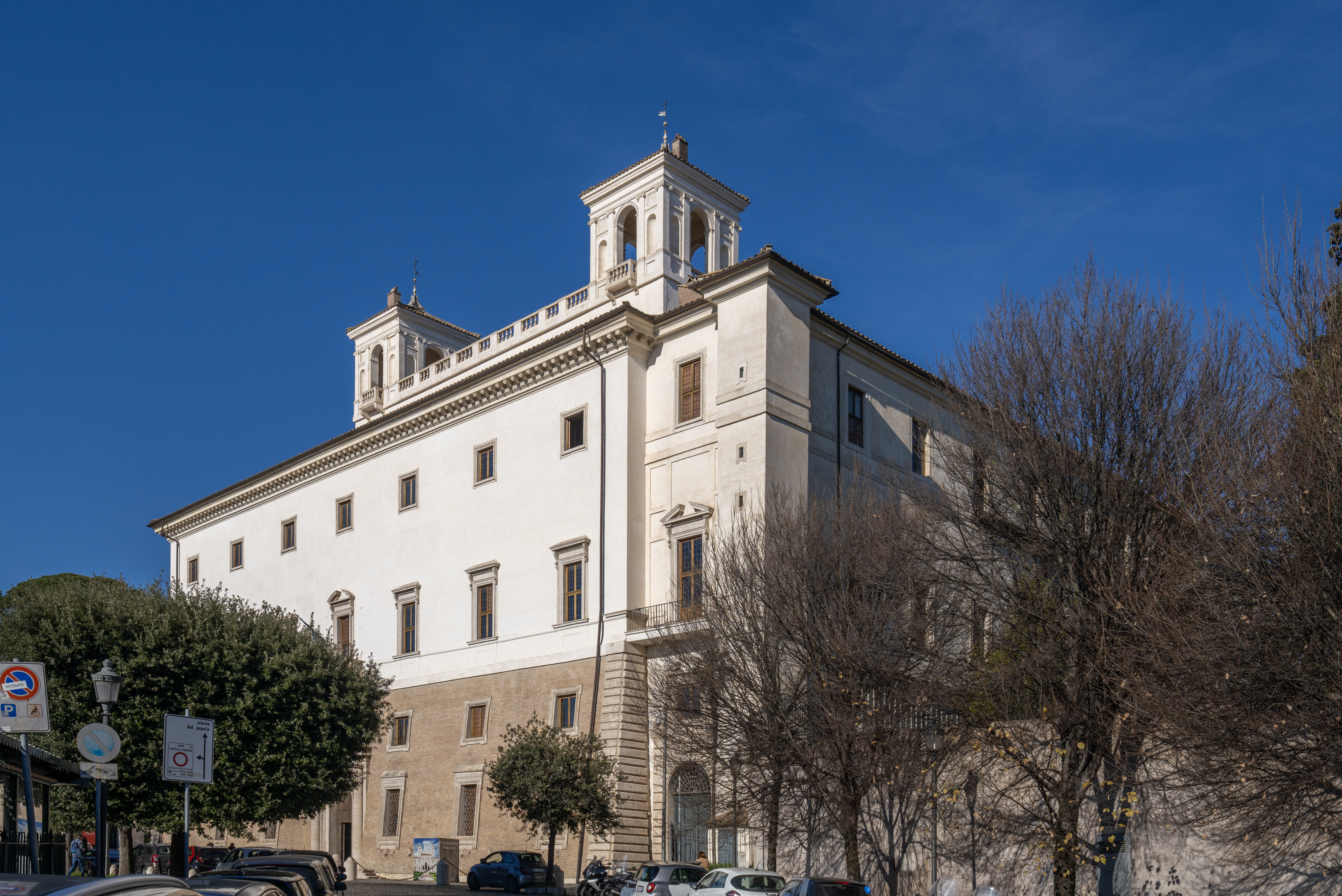
Villa Médici en Roma.

La Villa Médici (en italiano: Villa Medici) es un complejo arquitectónico de Roma, Italia, cuyos jardines están contiguos a los más amplios de Villa Borghese, en la colina del Pincio cerca de Trinità dei Monti. La Villa Médici, fundada por Fernando I de Médici, Gran Duque de Toscana, alberga la Academia Francesa en Roma desde 1803. Una evocación musical de las fuentes de sus jardines está representada en la obra de Ottorino Respighi Fontane di Roma, y el pintor español Diego Velázquez pintó aquí sus dos únicos paisajes conocidos.

## Historia
En la Antigüedad, el lugar donde se alza la Villa Médicis formaba parte de los jardines de Lúculo, que pasó a manos de la familia imperial con Mesalina, quien fue asesinada en la villa.
En 1564, cuando los sobrinos del cardenal Giovanni Ricci de Montepulciano adquirieron la propiedad, ésta llevaba tiempo dedicada a la viticultura. El único edificio existente era la casina del cardenal Marcello Crescenzi, quien había mantenido un viñedo aquí y había comenzado a introducir mejoras en la villa bajo la dirección del florentino Nanni Lippi, quien había muerto, sin embargo, antes de que el trabajo hubiera llegado lejos. Los nuevos propietarios encargaron a Annibale Lippi, el hijo del arquitecto, que siguiera la obra. Existe una tradición verbal según la cual Miguel Ángel intervino aquí.
En 1576 la propiedad fue adquirida por el cardenal Fernando I de Médici, gran duque de Toscana, quien finalizó la estructura según diseños de Bartolomeo Ammannati. La Villa Médici se convirtió en la primera de las propiedades Médici en Roma, y pretendía dar una expresión concreta a la ascendencia de los Médici entre los príncipes italianos y afirmar su presencia permanente en Roma. Por insistencia del cardenal, Ammanati incorporó en el diseño bajorrelieves y estatuas romanas que se estaban descubriendo con casi cada palada de tierra, con el resultado de que las fachadas de la Villa Médici se convirtieron en un museo al aire libre virtual. Una serie de grandes jardines recordaban a los jardines botánicos creados en Pisa y Florencia por el padre del cardenal, Cosme I de Médici, protegidos en plantaciones de pinos, cipreses y robles.

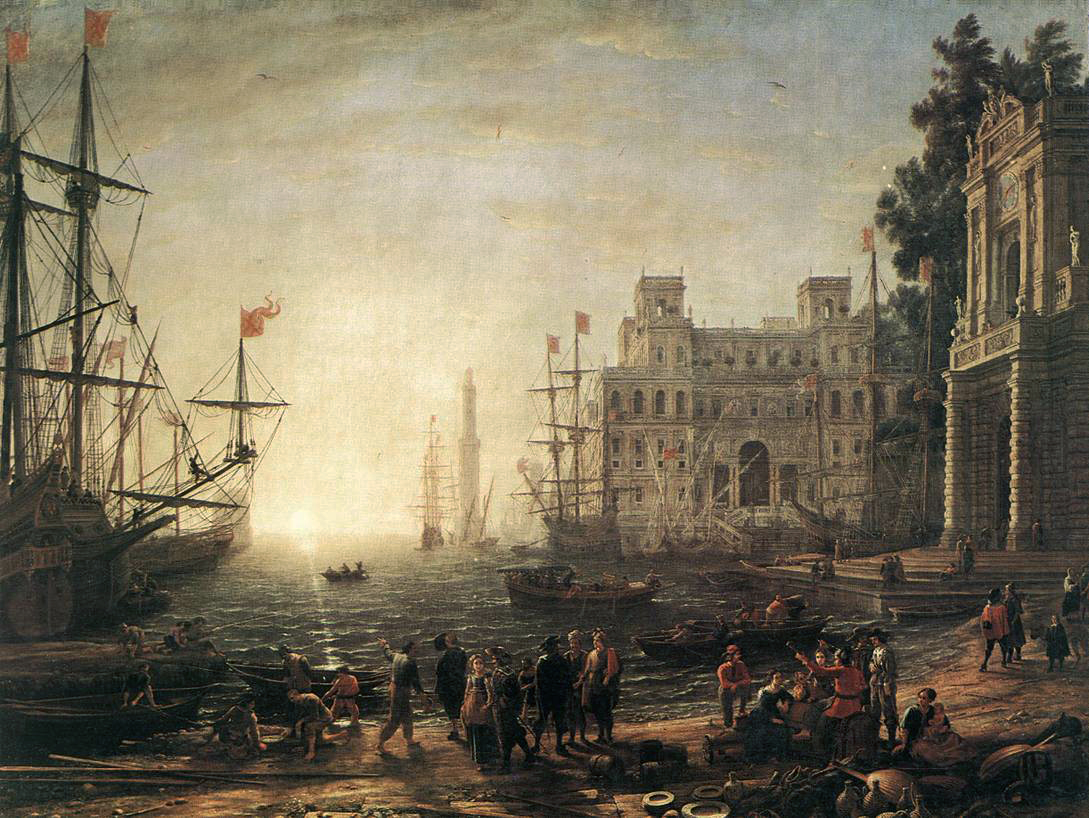
Vista fantástica de un puerto con Villa Médici, 1638, pintura de Claudio de Lorena.

Entre el llamativo ensamblaje de esculturas romanas en la Villa hay alrededor de ciento setenta piezas compradas de dos colecciones romanas que se habían unido a través del matrimonio, la Capranica y la della Valle. Tres obras que llegaron a la Villa con el cardenal Fernando están entre las más famosas de la ciudad: el Grupo de Níobe y los Luchadores, ambas descubiertas en 1583 e inmediatamente adquiridas por el cardenal Fernando, y el Arrotino. Cuando el cardenal heredó el Gran Ducado de Toscana en 1587, por muerte de su hermano mayor, se contentó con copias en yeso de su Grupo de Níobe, sabiendo perfectamente el prestigio que acumulaban los Médicis al mantener tan magnífica colección en la ciudad europea cuyo significado superaba con mucho la de su propia capital.  El Vaso Médici entró en la colección de la Villa, seguido por la Venus de Médici en los años 1630; las esculturas Médici no se trasladaron a Florencia hasta el siglo XVIII. Entonces las antigüedades de la Villa Médici formaron el núcleo de la colección de antigüedades en los Uffizi, y Florencia comenzó a figurar en el Grand Tour europeo.
Como la Villa Borghese que está junto a ellos, los jardines de la Villa eran mucho más accesibles que los palacios formales como el Palacio Farnesio en el corazón de la ciudad. Durante un siglo y medio la Villa Médici fue uno de los entornos más elegantes y mundanos de Roma, la sede de la Embajada de los Grandes Duques ante la Santa Sede. Gracias a sus buenas relaciones con los reyes de España, los duques hospedaron en esta casa al pintor Velázquez, quien había caído enfermo con unas fiebres atribuidas a la poca salubridad del casco antiguo de la ciudad. Velázquez disfrutó de un aire más puro y de paisajes más sugestivos mientras se alojó en la Villa Médici, y aquí pintó sus dos Vistas de la Villa Médici (Museo del Prado).
Cuando los Médicis se extinguieron en su línea masculina en 1737, la Villa pasó a la casa de Lorena y, brevemente en los tiempos napoleónicos, al Reino de Etruria. De esta manera, Napoleón Bonaparte entró en posesión de la Villa Médici, que él transfirió a la Academia Francesa en Roma. Desde entonces ha alojado a los ganadores del prestigioso Premio de Roma, con directores distinguidos como Ingres y Balthus.
Fernando de Médici tenía un studiolo, un retiro para el estudio y la contemplación, construido en el noreste del jardín sobre la muralla aureliana. Hoy estas habitaciones miran a los jardines Borghese pero entonces tendrían vistas a la campiña romana. Estas dos habitaciones recién se recuperaron en 1985 por la restauradora Geraldine Albers: el encalado ocultó y conservó una soberbia decoración al fresco ejecutada por Jacopo Zucchi en 1576 y 1577.